# Пашинська сільська рада
Пашинська сільська рада — колишня адміністративно-територіальна одиниця та орган місцевого самоврядування у Коростенському (Ушомирському) районі й Коростенській міській раді Коростенської і Волинської округ, Київської та Житомирської областей Української РСР з адміністративним центром у селі Пашини.

## Населені пункти
Сільській раді на час ліквідації були підпорядковані населені пункти:
- с. Пашини

## Населення
Кількість населення ради, станом на 1923 рік, становила 1 947 осіб, кількість дворів — 385.

## Історія та адміністративний устрій
Створена 1923 року в складі сіл Пашини і Шатрище Іскоростської волості Коростенського повіту. 7 березня 1923 року включена до складу новоствореного Коростенського (у 1924—30 роках — Ушомирський) району Коростенської округи. Станом на 17 грудня 1926 року в підпорядкуванні значилися хутори Великий Ліс, Вонійське, Гай, Гольша, Коти, Круча, Скали, Сов'яків та Тригубинів, які, на 1 жовтня 1941 року, не перебувають на обліку населених пунктів.
1 червня 1935 року, відповідно до постанови Президії ВУЦВК Української СРР, сільську раду передано до складу Коростенської міської ради. 28 лютого 1940 року, відповідно до указу Верховної ради Української РСР «Про утворення Коростенського сільського району Житомирської області», сільську раду включено до складу відновленого Коростенського району.
Станом на 1 вересня 1946 року сільська рада входила до складу Коростенського району Житомирської області, на обліку в раді перебували села Пашини та Шатрище.
2 вересня 1954 року, відповідно до рішення Житомирського облвиконкому № 1087 «Про перечислення населених пунктів в межах районів Житомирської області», с. Шатрище передане до складу Немирівської сільської ради Коростенського району.
Ліквідована 5 березня 1959 року, відповідно до рішення Житомирського облвиконкому № 161 «Про ліквідацію та зміну адміністративно-територіального поділу окремих сільських рад області», територію ради та с. Пашини приєднано до складу Коростенської міської ради Житомирської області.